# Młodzieżowa rada miasta
Młodzieżowa rada miasta (MRM) – fakultatywny organ samorządu terytorialnego o charakterze konsultacyjnym. Może występować również jako organ doradczy dzielnicy, gminy, powiatu lub województwa.
Młodzieżowe rady tworzone są przez grupę młodych ludzi, którzy zostali wybrani przez swoich rówieśników w demokratycznych wyborach, organizowanych najczęściej w szkołach na terenie danego okręgu. Pełnią rolę reprezentacji młodzieży na danym terenie i mają na celu uwrażliwianie władz samorządowych na potrzeby młodych mieszkańców oraz wyrażanie opinii o działaniach organów samorządu terytorialnego w zakresie dotyczącym młodzieży. Młodzieżowi radni to osoby uczące się w szkołach ponadpodstawowych, rzadziej uczniowie szkół podstawowych.
Pierwsza młodzieżowa rada została utworzona w Polsce w 1990 roku w Częstochowie. W 2001 roku, wraz z nowelizacją ustaw samorządowych, do ustawy o samorządzie gminnym wprowadzono art. 5b, formalnie zezwalający na utworzenie młodzieżowej rady gminy. Młodzieżowe rady nie mają statusu organizacji pozarządowej, ani nie posiadają osobowości prawnej.
Rada Miasta (dzielnicy, gminy, powiatu lub województwa) powołując młodzieżową radę, nadaje jej statut, który określa szczegółowe kompetencje i zasady działania oraz tryb wyboru radnych. Młodzieżowe rady mogą otrzymać formalne uprawnienie opiniowania uchwał rad gmin dotyczących młodzieży, a także inne kompetencje zbliżone do kompetencji komisji rad gmin.
Młodzieżowe rady są powołane w wielu miastach na terenie Polski. Warszawa, poza Młodzieżową Radą Miasta, posiada również młodzieżowe rady działające w ramach swoich dzielnic.
W 2021, z inicjatywy pełnomocnika rządu ds. polityki młodzieżowej Piotra Mazurka i Rady Dialogu z Młodym Pokoleniem, dokonano zmian legislacyjnych dotyczących roli młodzieżowych rad przy JST, m.in. ustawowo umocowano młodzieżowe rady na poziomie powiatów i województw, a także zagwarantowano katalog kompetencji tych ciał (m.in. w zakresie inicjowania procesu uchwałodawczego, opiniowania aktów prawnych i podejmowania własnych inicjatyw na rzecz młodzieży), ułatwiono proces ich powoływania, umożliwiono młodzieżowym radnym wpływ na kształt statutu rady oraz zagwarantowano obsługę młodzieżowych rad przez urzędy poszczególnych JST.